# Candelaria (Valle del Cauca)
Candelaria – miasto w Kolumbii, w departamencie Valle del Cauca.